# Himinbjörg
Himinbjörg (fornvästnordiska Himinbjǫrg, ”himmelsbergen”) är i nordisk mytologi den nejd i himlen där guden Heimdall har sin bostad.

## Källtexterna

### Den poetiska Eddan
I Grímnismál 4–17 finns en uppräkning av gudarnas bostäder i himlen. Himinbjörg nämns här som den åttonde gudaboningen:
| Den åttonde är Himinbjörg, där Heimdall sägs härska i hov och tempel; i sin fridfulla gård dricker gudarnas vaktman glad det goda mjödet. Övers. Björn Collinder | I Himinbjörg, den åttonde, Heimdall sägs härska för helgedom hemma, där väktarguden i välbyggt hus dricker glad det goda mjöd. Övers. Åke Ohlmarks | Himinbjǫrg eru (hin ǫ́ttu), ęn Hęimdall þar kveða valda véum, þar vǫrðr goða drekkr í væru ranni glaðr hinn góða mjǫð. Grímnismál, strof 13 |  |

### Snorres Edda
Himinbjörg omtalas också i Snorre Sturlassons Edda. I Gylfaginning, kapitel 17, avhandlas viktiga platser i himlen.
| Där finns ock ett ställe som heter Himinbjörg; det står vid himlens ände vid brohuvudet, där Bifrost når fram till himmelen. | Þar er enn sá staðr er Himinbjǫrg heita. Sá stendr á himins enda við brúar sporð, þar er Bifrǫst kemr til himins. |  |

Himinbjörg bör alltså ha legat vid horisonten, enligt Snorre. Men namnet ”himmelsbergen” antyder snarare, enligt Åke Ohlmarks, att Himinbjörg skulle vara ”himlens högsta rum eller solbågens topp”, i synnerhet som Bifrost leder till Urds brunn, som kan antas vara gudavärldens centrum. Men Snorre identifierade Bifrost med regnbågen, vilket, enligt John Lindow, är den troliga orsaken till att han förlade Heimdalls boning till himlens ände – också det en passande placering för en gränsvakt.
I Gylfaginning, kapitel 27, berättar Snorre om Heimdall:
| Han bor i Himinbjörg vid Bifrost. Han är gudarnas vaktman och sitter där vid himmelens ände för att vakta bron mot bergresar. | Hann býr þar er heitir Himinbjǫrg við Bifrǫst. Hann er vǫrðr goða ok sitr þar við himins enda at gæta brúarinnar fyrir bergrisum. |  |

### Heimskringla
Himinbjörg nämns också i Ynglingasagan, men här är framställningen euhemeristisk. Alla de gamla gudarna hade varit människor, ansåg Snorre. Det var forntida kungar och stormän som efter sin död hade kommit att uppfattas som gudar. Därmed blev gudamyterna ingenting annat än förvanskad och halvt bortglömd historia.
Oden hade, skriver Snorre i prologen till sin Edda, varit en folkvandringskung från Troja, som med sina skaror drog norrut genom Europa och satte sina söner som härskare i en rad länder. Till sist nådde han, enligt Ynglingasagan, kapitel 5, fram till Svíþjóð och slog sig ned i Fornsigtuna vid Lǫgrinn (Mälaren), där han byggde sig ett stort gudahov. Stora landområden lade han under sig, och han utdelade boställen till sina hovgodar: Njord fick Noatun, Frej fick bo i Uppsala och Heimdall i Himinbjörg; Tor fick bostad på Trudvang och Balder på Bredablick. ”Alla gav han goda boplatser”, försäkrar oss Snorre.

## StjärnbildenHiminbjǫrg
Enligt en hypotes som först framlades av mytforskaren Finnur Magnússon (1821) och senare vidareutvecklades av Sigurd Agrell, skulle de tolv gudaboningarna i Grímnismál motsvara den antika zodiaken. Himinbjǫrg skulle då vara identisk med Kräftans stjärnbild.

## Övrigt
"Himinbjorg" är även namnet på ett band som spelar folk metal.